# Hesperotychus nanus
Hesperotychus nanus är en skalbaggsart som beskrevs av Schuster och Marsh 1958. Hesperotychus nanus ingår i släktet Hesperotychus och familjen kortvingar. Inga underarter finns listade i Catalogue of Life.